# 三豊市立詫間小学校
三豊市立詫間小学校（みとよしりつ たくましょうがっこう）は、香川県三豊市詫間町詫間にある公立小学校。

## 概要
三豊市の北部に位置する。通称「詫小(たくしょう）」。

## 周辺
三豊市立詫間中学校など

## 通学区域が隣接している学校
- 三豊市立松崎小学校
- 三豊市立下高瀬小学校
- 三豊市立吉津小学校
- 三豊市立仁尾小学校